# Комаровский, Игорь Сергеевич
И́горь Серге́евич Комаро́вский (бел. Ігар Сяргеевіч Камароўскі, род. 7 января 1971, Минск, Белорусская ССР, СССР) — белорусский государственный и политический деятель, депутат Палаты представителей Национального собрания VI и VII созывов. Председатель Постоянной комиссии Палаты представителей по промышленности, топливно-энергетическому комплексу, транспорту и связи, член Совета Палаты представителей.

## Биография
Родился 7 января 1971 года в г. Минске.
Окончил Белорусский государственный технологический университет по специальности «Инженер-механик», а также Академию управления при Президенте Республики Беларусь по специальности «Экономист-менеджер».
Трудовую деятельность начал инженером-конструктором технического отдела Минского вагоноремонтного завода. Работал заместителем начальника, начальником технического отдела, заместителем директора по производству, директором завода.
Являлся депутатом Минского городского Совета депутатов двадцать седьмого созыва.
11 сентября 2016 года был избран на парламентских выборах депутатом Палаты представителей Национального собрания Республики Беларусь шестого созыва по Юго-Западному избирательному округу № 98. По результатам голосования, за его кандидатуру были поданы 19 893 голосов (49,0 % от общего числа), при этом явка избирателей на округе составила 63,0 %. Являлся заместителем председателя Постоянной комиссии Палаты представителей по промышленности, топливно-энергетическому комплексу, транспорту и связи. Был ответственен за подготовку следующих законопроектов: «О ратификации Соглашения между Правительством Республики Беларусь и Правительством Соединенного Королевства Великобритании и Северной Ирландии о международных автомобильных перевозках», «Об изменении Закона Республики Беларусь „Об основах транспортной деятельности“», «О внесении дополнений и изменений в Воздушный кодекс Республики Беларусь».
17 ноября 2019 года, на прошедших парламентских выборах, был избран депутатом Палаты представителей Национального собрания седьмого созыва по Юго-Западному избирательному округу № 99. По результатам голосования на округе, за его кандидатуру были поданы 20 806 голосов (50,35 % от общего числа), при этом явка избирателей на округе составила 64,21 %. Является председателем Постоянной комиссии Палаты представителей по промышленности, топливно-энергетическому комплексу, транспорту и связи. После президентских выборов 2020 года и последовавших за ними массовых протестов избиратели его округа, недовольные сложившейся общественно-политической ситуацией в стране, требовали проведения встречи депутата с избирателями.

## Личная жизнь

### Семья
Женат, имеет сына.

### Сведения о доходах
Декларированный доход Комаровского за 2018 год составил 39,5 тысяч белорусских рублей. Согласно декларации, в собственности Комаровского находятся гараж, дачный дом и земельный участок.

## Награды
- Медаль «За трудовые заслуги» (18 марта 2024 года)  — за плодотворную государственную и общественную деятельность, значительный личный вклад в развитие законодательства и парламентаризма[6],
- почётная грамота Национального собрания Республики Беларусь,
- почётная грамота Совета Межпарламентской Ассамблеи государств — участников Содружества Независимых Государств,
- благодарность и почётная грамота Белорусской железной дороги,
- нагрудный знак «Выдатнік Беларускай чыгункі»,
- Почётная грамота Совета МПА СНГ (18 апреля 2019 года, Межпарламентская ассамблея СНГ) — за активное участие в деятельности Межпарламентской Ассамблеи и её органов, вклад в укрепление дружбы между народами государств — участников Содружества Независимых Государств[7].